# Tilkuni
Tilkuni, jedno od malenih plemena američkih Indijanaca porodice Shahaptian, uže grupe Tenino iz Oregona, nekad nastanjeni u blizini današnjeg rezervata Warm Springs, gdje možda još imaju potomaka među Teninima, danas članova konfederiranih Warm Springs plemena.